# Astis
Astis est une commune française, située dans le département des Pyrénées-Atlantiques en région Nouvelle-Aquitaine.

## Géographie

### Localisation
La commune d'Astis se trouve dans le département des Pyrénées-Atlantiques, en région Nouvelle-Aquitaine.
Elle se situe à 19 km par la route de Pau, préfecture du département, et à 8 km de Serres-Castet, bureau centralisateur du canton des Terres des Luys et Coteaux du Vic-Bilh dont dépend la commune depuis 2015 pour les élections départementales.
La commune fait en outre partie du bassin de vie de Pau.
Les communes les plus proches sont : 
Auriac (1,9 km), Argelos (2,0 km), Lasclaveries (3,0 km), Navailles-Angos (3,2 km), Miossens-Lanusse (3,8 km), Saint-Armou (3,8 km), Doumy (3,9 km), Viven (4,3 km).
Sur le plan historique et culturel, Astis fait partie de la province du Béarn, qui fut également un État et qui présente une unité historique et culturelle à laquelle s’oppose une diversité frappante de paysages au relief tourmenté.

### Communes limitrophes
Les communes limitrophes sont  Argelos, Auriac, Lasclaveries, Navailles-Angos et Saint-Armou.
| Argelos         | Auriac      |              |
|                 | Astis       | Lasclaveries |
| Navailles-Angos | Saint-Armou |              |

### Hydrographie

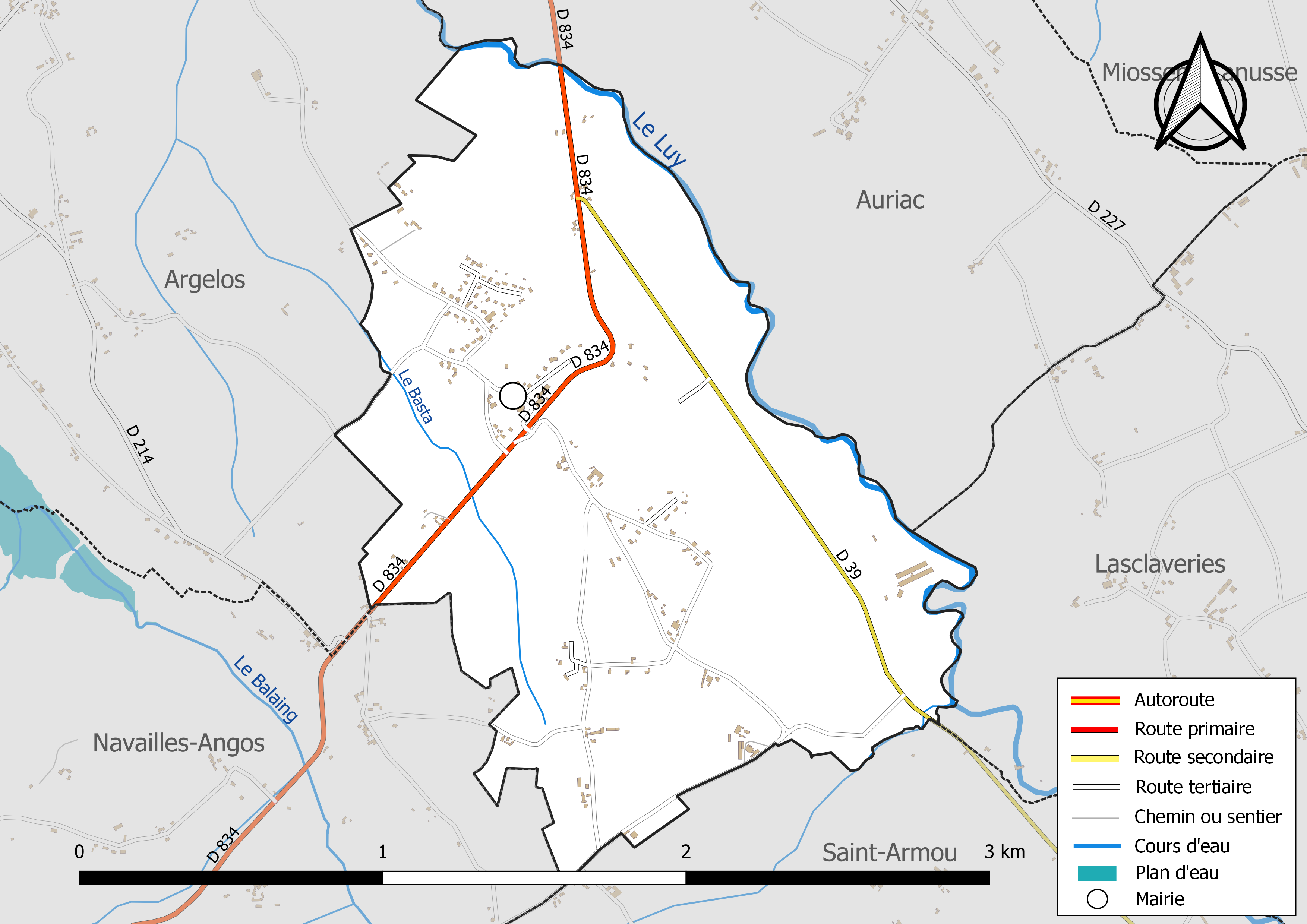
Réseaux hydrographique et routier d'Astis.

La commune est drainée par le Luy, le Basta et par deux petits cours d'eau, constituant un réseau hydrographique de 4 km de longueur totale,.
Le Luy, d'une longueur totale de 154,5 km, prend sa source dans la commune d'Espoey et s'écoule d'est en ouest. Il traverse la commune et se jette dans l'Adour à Rivière-Saas-et-Gourby, après avoir traversé 65 communes.

### Climat
Pour des articles plus généraux, voir Climat de la Nouvelle-Aquitaine et Climat des Pyrénées-Atlantiques.
Historiquement, la commune est exposée à un climat de montagne.  
En 2020, Météo-France publie une typologie des climats de la France métropolitaine dans laquelle la commune est toujours exposée à un climat de montagne et est dans la région climatique Pyrénées atlantiques, caractérisée par une pluviométrie élevée (>1 200 mm/an) en toutes saisons, des hivers très doux (7,5 °C en plaine) et des vents faibles.
Pour la période 1971-2000, la température annuelle moyenne est de 13,1 °C, avec une amplitude thermique annuelle de 14,2 °C. Le cumul annuel moyen de précipitations est de 1 135 mm, avec 12 jours de précipitations en janvier et 7,7 jours en juillet. Pour la période 1991-2020, la température moyenne annuelle observée sur la station météorologique la plus proche, située sur la commune d'Uzein à 10 km à vol d'oiseau, est de 13,7 °C et le cumul annuel moyen de précipitations est de 1 093,8 mm,. Pour l'avenir, les paramètres climatiques de la commune estimés pour 2050 selon différents scénarios d’émission de gaz à effet de serre sont consultables sur un site dédié publié par Météo-France en novembre 2022.

### Milieux naturels et biodiversité
Aucun espace naturel présentant un intérêt patrimonial n'est recensé sur la commune dans l'inventaire national du patrimoine naturel,,.

## Urbanisme

### Typologie
Au 1er janvier 2024, Astis est catégorisée commune rurale à habitat dispersé, selon la nouvelle grille communale de densité à sept niveaux définie par l'Insee en 2022.
Elle est située hors unité urbaine. Par ailleurs la commune fait partie de l'aire d'attraction de Pau, dont elle est une commune de la couronne,. Cette aire, qui regroupe 227 communes, est catégorisée dans les aires de 200 000 à moins de 700 000 habitants,.

### Occupation des sols

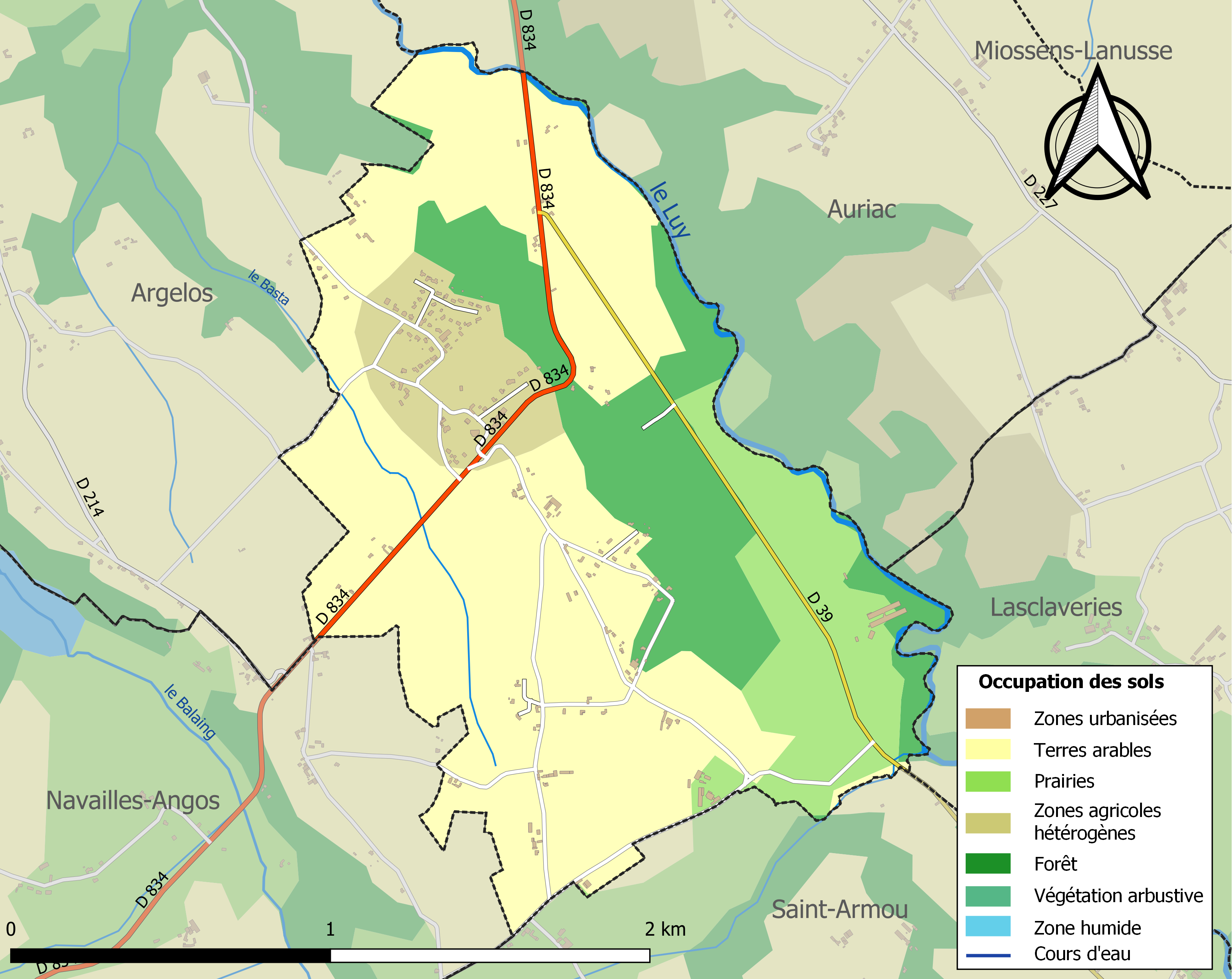
Carte des infrastructures et de l'occupation des sols de la commune en 2018 (CLC).

L'occupation des sols de la commune, telle qu'elle ressort de la base de données européenne d’occupation biophysique des sols Corine Land Cover (CLC), est marquée par l'importance des territoires agricoles (81,1 % en 2018), une proportion identique à celle de 1990 (81,1 %). La répartition détaillée en 2018 est la suivante : 
terres arables (59,3 %), forêts (18,9 %), prairies (13,6 %), zones agricoles hétérogènes (8,2 %). L'évolution de l’occupation des sols de la commune et de ses infrastructures peut être observée sur les différentes représentations cartographiques du territoire : la carte de Cassini (XVIIIe siècle), la carte d'état-major (1820-1866) et les cartes ou photos aériennes de l'IGN pour la période actuelle (1950 à aujourd'hui).

### Lieux-dits et hameaux
- Anos[23],[6]
- Baradat[24]
- Bernadot[6]
- La Caserne[6]
- Château[25],[6]
- Chinchin[6]
- Dibet[6]
- Guichanné[6]
- Jacoulet[6]
- Lamazou[26],[6]
- Nabarrot[6]
- Pascal[6]
- Plantié[6]
- Sarrette[6]
- Sarthoulet[6]
- Sébat[6]
- Tauhuré[6]

### Voies de communication et transports
La commune est desservie par la route nationale 134 et les départementales 39 et 214.

### Risques majeurs
Le territoire de la commune d'Astis est vulnérable à différents aléas naturels : météorologiques (tempête, orage, neige, grand froid, canicule ou sécheresse), inondations et séisme (sismicité modérée). Un site publié par le BRGM permet d'évaluer simplement et rapidement les risques d'un bien localisé soit par son adresse soit par le numéro de sa parcelle.
Certaines parties du territoire communal sont susceptibles d’être affectées par le risque d’inondation par une crue torrentielle ou à montée rapide de cours d'eau, notamment le Luy. La commune a été reconnue en état de catastrophe naturelle au titre des dommages causés par les inondations et coulées de boue survenues en 1982, 2009, 2014 et 2018,.

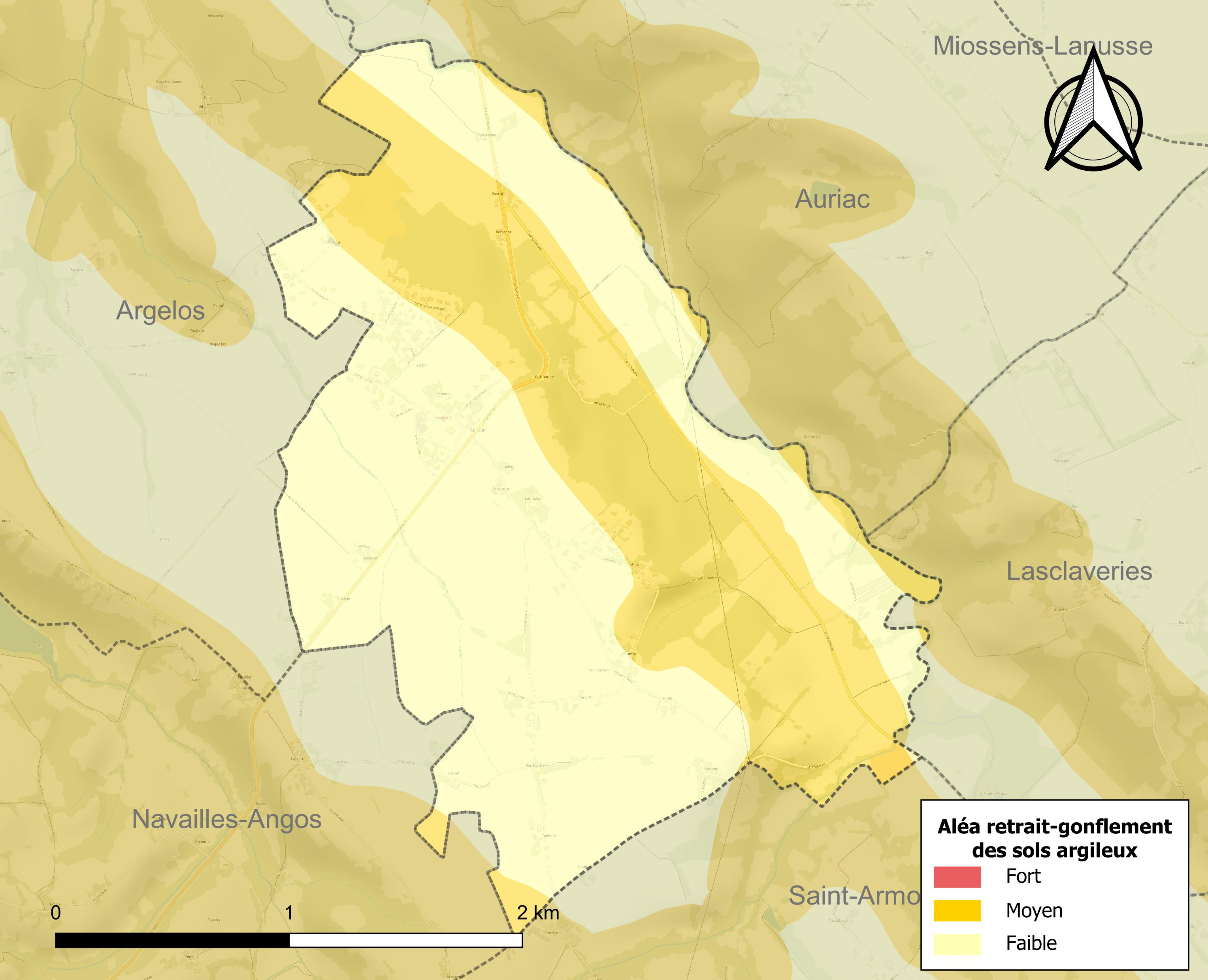
Carte des zones d'aléa retrait-gonflement des sols argileux d'Astis.

Le retrait-gonflement des sols argileux est susceptible d'engendrer des dommages importants aux bâtiments en cas d’alternance de périodes de sécheresse et de pluie. 39 % de la superficie communale est en aléa moyen ou fort (59 % au niveau départemental et 48,5 % au niveau national). Depuis le 1er octobre 2020, en application de la loi ELAN, différentes contraintes s'imposent aux vendeurs, maîtres d'ouvrages ou constructeurs de biens situés dans une zone classée en aléa moyen ou fort,.

## Toponymie
Le toponyme Astis apparaît sous les formes 
Estis (1385, censier de Béarn) et 
Astis sur la carte de Cassini (fin XVIIIe siècle).
Michel Grosclaude propose l'étymologie gasconne es (ancien article défini) suivi de t(h)in (« dépendance ») ou tin (« chantier »).
Son nom béarnais est Astís.

## Politique et administration

### Liste des maires
| Période                                  | Période  | Identité        | Étiquette | Qualité |
| ---------------------------------------- | -------- | --------------- | --------- | ------- |
| Les données manquantes sont à compléter. |          |                 |           |         |
| 1995                                     | 2014     | Pierrette Barzu |           |         |
| 2014                                     | En cours | Alain Caïe      |           |         |

### Intercommunalité
Astis fait partie de quatre structures intercommunales :
- la communauté de communes des Luys en Béarn ;
- le syndicat d'énergie des Pyrénées-Atlantiques ;
- le syndicat intercommunal d’alimentation en eau potable Luy - Gabas - Lées ;
- le syndicat scolaire Argelos - Astis.

Astis est le siège du syndicat scolaire Argelos - Astis.

## Population et société

### Démographie
Le nom des habitants est Astisiens.
L'évolution du nombre d'habitants est connue à travers les recensements de la population effectués dans la commune depuis 1793. Pour les communes de moins de 10 000 habitants, une enquête de recensement portant sur toute la population est réalisée tous les cinq ans, les populations de référence des années intermédiaires étant quant à elles estimées par interpolation ou extrapolation. Pour la commune, le premier recensement exhaustif entrant dans le cadre du nouveau dispositif a été réalisé en 2006.

En 2022, la commune comptait 350 habitants, en évolution de +15,13 % par rapport à 2016 (Pyrénées-Atlantiques : +3,78 %, France hors Mayotte : +2,11 %).
| 1793 | 1800 | 1821 | 1831 | 1836 | 1841 | 1846 | 1851 | 1856 |
| ---- | ---- | ---- | ---- | ---- | ---- | ---- | ---- | ---- |
| 157  | 97   | 175  | 215  | 232  | 222  | 225  | 220  | 220  |

| 1861 | 1866 | 1872 | 1876 | 1881 | 1886 | 1891 | 1896 | 1901 |
| ---- | ---- | ---- | ---- | ---- | ---- | ---- | ---- | ---- |
| 227  | 213  | 170  | 166  | 180  | 180  | 193  | 189  | 190  |

| 1906 | 1911 | 1921 | 1926 | 1931 | 1936 | 1946 | 1954 | 1962 |
| ---- | ---- | ---- | ---- | ---- | ---- | ---- | ---- | ---- |
| 171  | 167  | 154  | 140  | 128  | 139  | 119  | 108  | 111  |

| 1968 | 1975 | 1982 | 1990 | 1999 | 2006 | 2011 | 2016 | 2021 |
| ---- | ---- | ---- | ---- | ---- | ---- | ---- | ---- | ---- |
| 101  | 98   | 163  | 198  | 266  | 292  | 310  | 304  | 336  |

| 2022 | - | - | - | - | - | - | - | - |
| ---- | - | - | - | - | - | - | - | - |
| 350  | - | - | - | - | - | - | - | - |

Astis fait partie de l'aire d'attraction de Pau.

### Enseignement
Astis dispose d'une école primaire, qu'elle met en commun avec Argelos au sein d'un regroupement pédagogique intercommunal.

## Culture locale et patrimoine

### Lieux et monuments

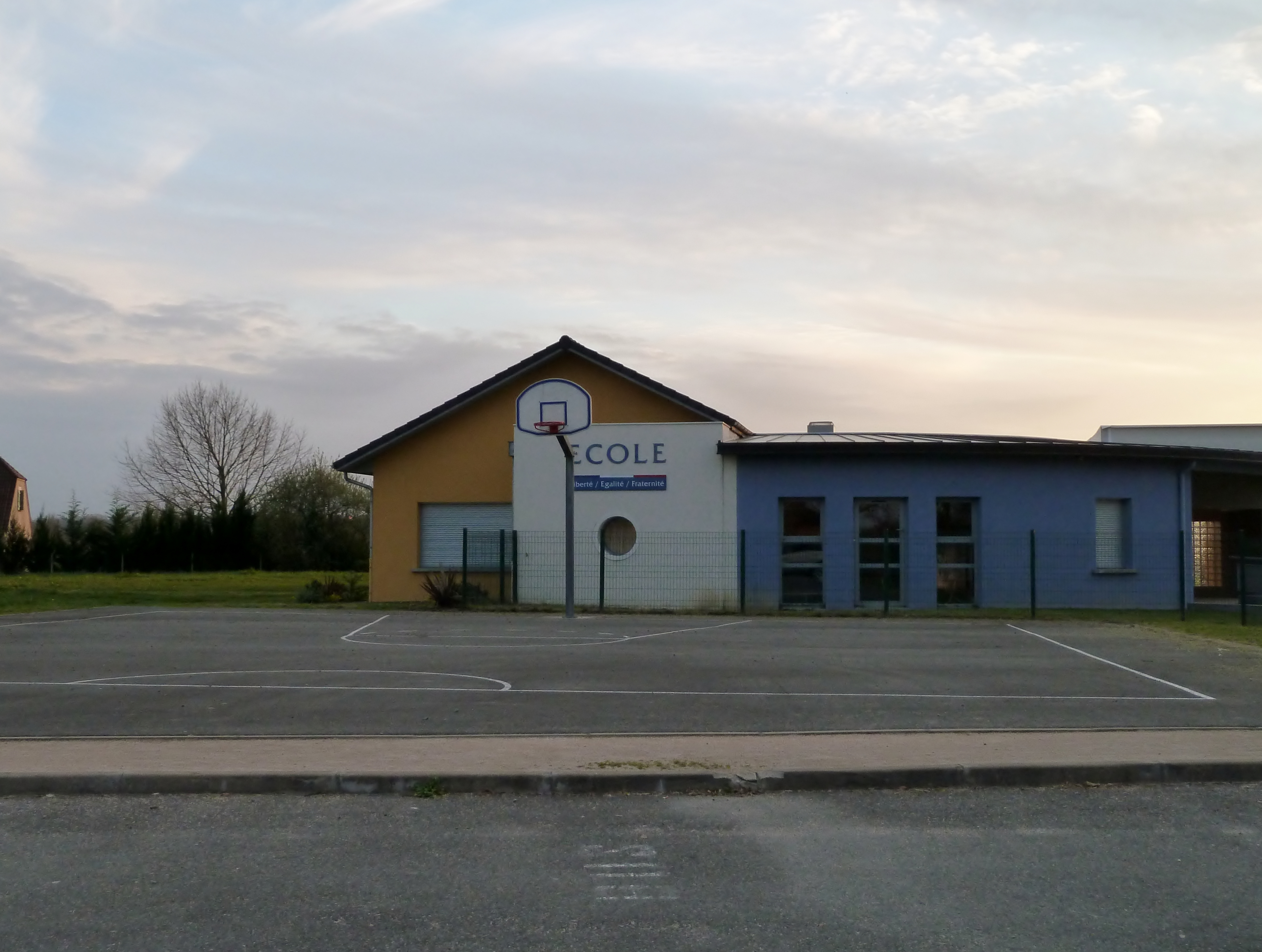
L'école.
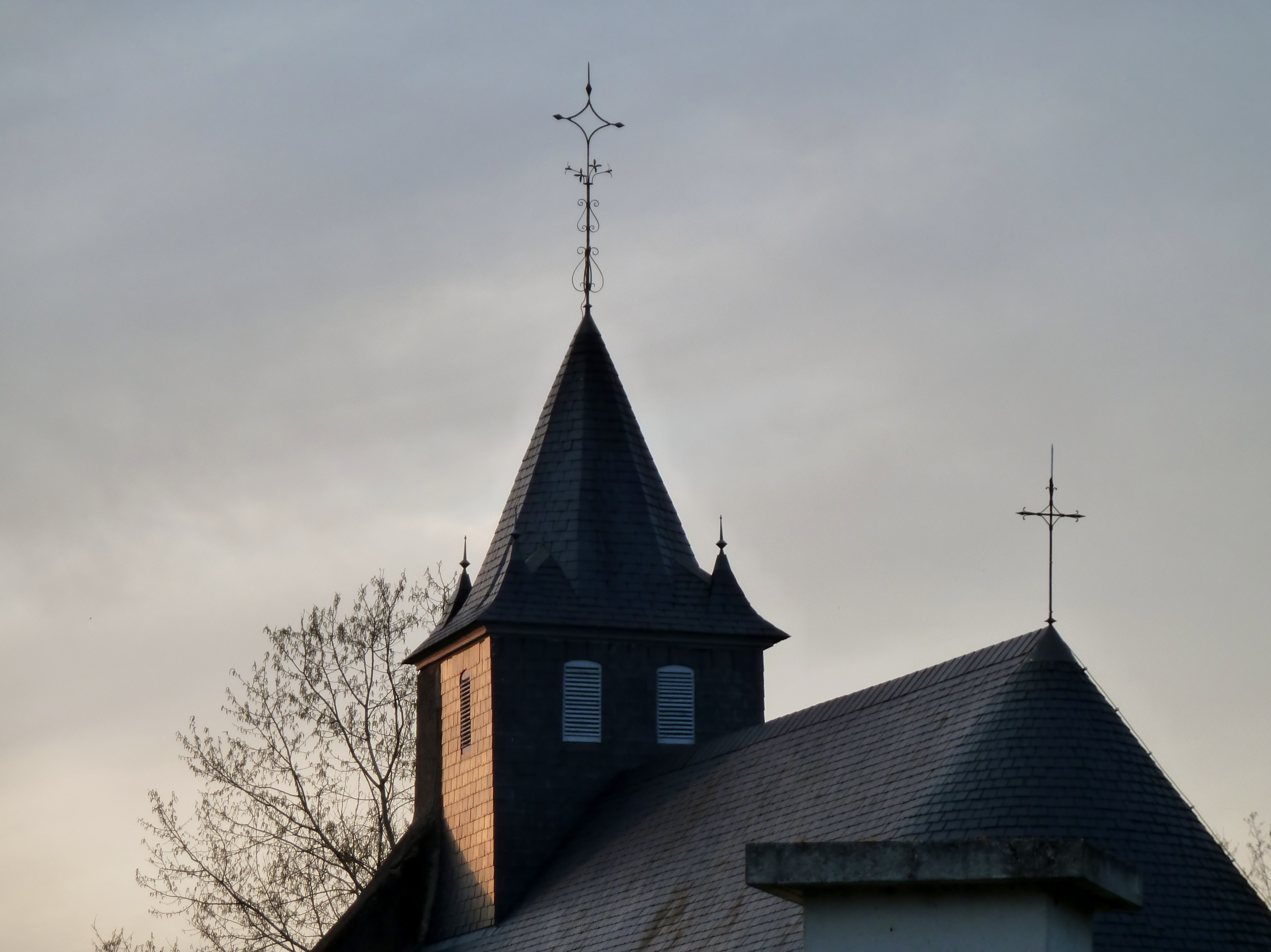
L'église Saint-Jean-Baptiste.

#### Patrimoine civil
Les vestiges d'un ensemble fortifié, datant partiellement du XIIe siècle, témoignent du passé ancien de la commune.
Le château d'Astis date du début du XIXe siècle.
La commune présente un ensemble de demeures et de fermes,,,  des XVIIe, XVIIIe et XIXe siècles, inscrites à l'Inventaire général du patrimoine culturel.

#### Patrimoine religieux
L'église Saint-Jean-Baptiste date partiellement du XIIe siècle. Elle recèle des objets (cloches,, ciboire, chandeliers d'autel,,), un tableau, du mobilier (bancs, fonts baptismaux, haut-relief, retable, gradins d'autel, ensemble du maître-autel) et des statues, inscrits à l'inventaire général du patrimoine culturel.

### Personnalités liées à la commune
La famille paternelle du navigateur Titouan Lamazou donna quatre maires à cette commune, dont son arrière-grand-père et son grand-père. Ce dernier a d'ailleurs légué son nom à la nouvelle école primaire du village inaugurée le 14 mai 2011.

## Héraldique
| Blason de Astis | Blason  | Tiercé en pairle renversé: au 1 de sinople à un épi de maïs d'or, au 2 d'or à deux vaches de gueules, accornées, colletées et clarinées d'azur, l'une au-dessus de l'autre, au 3 d'azur à trois fasces ondées d'argent et à l'agneau pascal du même, la tête contournée, tenant une croix haute d'or à la bannière d'argent chargée d'une croisette pattée de gueules, brochant sur les fasces. |
| Blason de Astis | Détails | Créé par JF Binon. Site Internet de la commune, 2023. |

## Pour approfondir